# Scopula mutataria
Scopula mutataria là một loài bướm đêm trong họ Geometridae.